# 松橋 (宮崎市)
松橋（まつばし）とは、宮崎県宮崎市内の地名。小戸地域自治区に属している。郵便番号は880-0013。2023年現在、松橋1丁目-2丁目が設置されており、住居表示実施地域である。

## 地理
宮崎市の小戸地域自治区に属し、松橋1丁目の一部は大淀川に接する。東から西にかけて順に1丁目、2丁目が設置され、1丁目の一部は宮崎市役所（第2・第3庁舎）が置かれている。2丁目は住宅街を形成する。
北を末広1-2丁目・大工2丁目、東を橘通東1丁目、南・西を鶴島3丁目、大淀川を挟んで淀川1丁目と接する。

## 世帯数と人口
2023年（令和5年）8月1日現在の世帯数と人口は以下の通りである。
| 町丁      | 世帯数  | 人口  |
| --------- | ------- | ----- |
| 松橋1丁目 | 423世帯 | 620人 |
| 松橋2丁目 | 437世帯 | 662人 |

## 小・中学校の学区
市立小・中学校に通う場合、学区は以下の通りとなる。
| 町名 | 小学校             | 中学校               |
| ---- | ------------------ | -------------------- |
| 松橋 | 宮崎市立小戸小学校 | 宮崎市立宮崎西中学校 |

## 交通

### バス
宮交グループの運営するバスが営業している。

### 道路
- 国道269号
- 宮崎県道26号宮崎須木線

## 施設
- 宮崎市役所（第2・第3庁舎）
- 宮崎県議会議員宿舎
- 宮崎市役所内郵便局